# Mednarodna organizacija civilnega letalstva
ICAO Mednarodna organizacija civilnega letalstva (ang. International Civil Aviation Organization) je specializirana agencija Združenih narodov, ki usklajuje načela in tehnike mednarodnega zračnega prometa za zagotovitev varnega in urejenga razvoja letalstva. Sedež ICAO se nahaja v Montrealu, Quebec, Kanada.

## Zgodovina

### 20. stoletje
Predhodnik ICAO je bila Mednarodna komisija za zračno navigacijo (ICAN). Prvo konvencijo je imela leta 1903 v Berlinu v Nemčiji, vendar med osmimi državami, ki so se je udeležile, niso dosegli nobenega dogovora. Na drugi konvenciji leta 1906, ki je prav tako potekala v Berlinu, se je udeležilo sedemindvajset držav. Tretja konvencija, ki je potekala v Londonu leta 1912, je dodelila prve radijske klicne znake za uporabo v letalih. ICAN je deloval do leta 1945.
Konvencijo o mednarodnem civilnem letalstvu, znano tudi kot Čikaška konvencija, v Chicagu je 7. decembra 1944 podpisalo 52 držav. V skladu z njenimi določili je bila ustanovljena mednarodna organizacija civilnega letalstva. PICAO je začel delovati 6. junija 1945 in je nadomestil ICAN. 26. država je konvencijo ratificirala 5. marca 1947 in posledično je bil PICAO razpuščen 4. aprila 1947 in ga je nadomestil ICAO, ki je začel delovati isti dan.
Oktobra 1947 je ICAO postala agencija Združenih narodov v okviru njihovega Ekonomsko-socialnega sveta (ECOSOC).

## Članstvo
Od aprila 2019 je 193 članic ICAO, ki jih sestavlja 192 od 193 članic ZN (vse razen Lihtenštajna, ki nima mednarodnega letališča), in Cookovi otoki.